# 제24회 영국 아카데미 영화상
제24회 영국 아카데미 영화상은 1970년의 최고의 영화를 기리기 위해 1971년에 열린 시상식이다.

## 수상

### 작품상
- 내일을 향해 쏴라 수상

### 데이빗 린 상
- 내일을 향해 쏴라 - 조지 로이 힐 수상

### 칼 포먼 상
- 케스 - 데이빗 브래들리 수상

### 남우주연상
- 내일을 향해 쏴라 - 로버트 레드포드 수상
- 내일을 향해 달려라 - 로버트 레드포드 수상
- 다운힐 레이서 - 로버트 레드포드 수상

### 여우주연상
- 내일을 향해 달려라 - KATHERINE ROSS 수상
- 내일을 향해 쏴라 - KATHERINE ROSS 수상

### 남우조연상
- 케스 - 콜린 웰런드 수상

### 여우조연상
- 데이 쇼트 하우스 - 수잔나 요크 수상

### 각본상
- 내일을 향해 쏴라 - 윌리엄 골드먼 수상

### 편집상
- 내일을 향해 쏴라 - 존 C. 하워드 수상

### 촬영상
- 내일을 향해 쏴라 - 콘라드 L. 홀 수상

### 음향상
- 내일을 향해 쏴라 - Don Hall 수상

### 의상상
- 워터루 - 마리아 드 마테이스 수상

### 미술상
- 워터루 - 마리오 가르버글리아 수상

### 단편애니메이션작품상
- HENRY NINE ‘TIL FIVE - Bob Godfrey 수상

### 단편영화작품상
- THE SHADOW OF PROGRESS - Derek Williams 수상

### 안소니 아스퀴스상
- 내일을 향해 쏴라 - 버트 바카락 수상

### UN상
- 매쉬 수상

### 특별상
- THE RISE AND FALL OF THE GREAT LAKES - William Mason 수상

## 같이 보기
- 제43회 아카데미상
- 제23회 미국 감독 조합상
- 제28회 골든 글로브상
- 제23회 미국 작가 조합상